# Lee Joon-gi
Lee Joon Gi (이준기 ) (Busan, Coreia do Sul, 17 de Abril de 1982), anteriormente creditado como Lee Jun Ki é um ator, modelo, dançarino e cantor sul coreano. Ele alcançou a fama com o seu primeiro papel principal como o palhaço no filme The King and the Clown (2005). Desde então, ele tem estrelado nas séries de televisão My Girl (2005), Time Between Dog and Wolf (2007), Iljimae (2008), Arang and the Magistrate (2012), Gunman in Joseon (2014), Scholar Who Walks the Night (2015), Moon Lovers: Scarlet Heart Ryeo (2016) e Lawless Lawyer (2018).

## Início da vida
Lee Joon-gi se interessou por artes performáticas como um estudante de ensino médio depois de assistir a uma apresentação de Hamlet. Ele se mudou para Seul com o sonho de trabalhar na indústria de entretenimento ao invés de entrar em uma universidade. Nos anos seguintes, Lee trabalhou em diversos empregos de meio período antes de ser aceito no Instituto de Artes de Seul. Ele debutou como modelo em 2001.

## Carreira

### 2005: King and the Clown e fama crescente

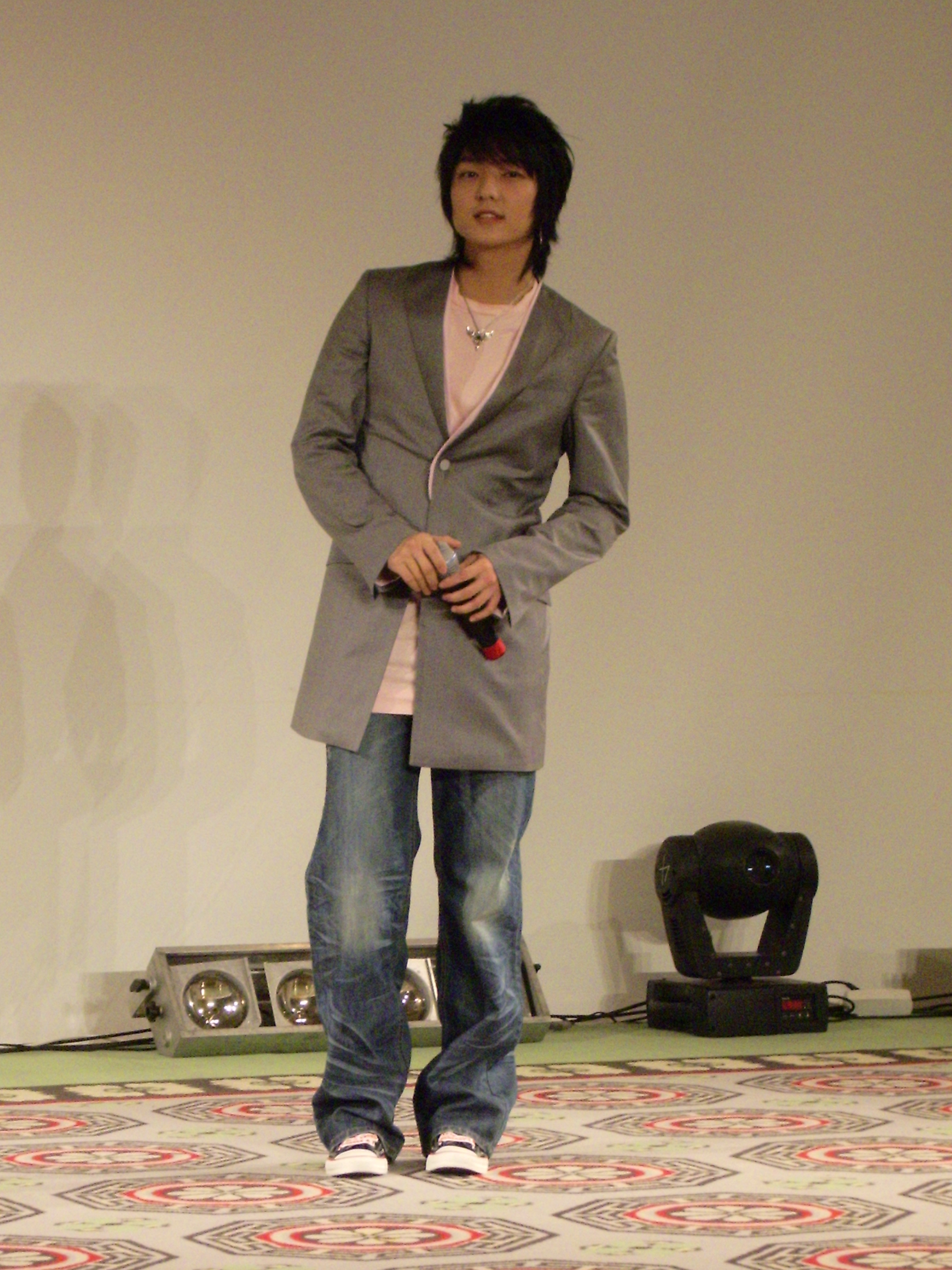
Em janeiro de 2006

Lee teve seu primeiro papel principal no filme de 2005 The King and the Clown, em que ele interpretou a figura histórica Gong-gil, um palhaço afeminado da Dinastia Joseon O filme, que conquistou ambos sucessos comerciais e críticos, levou o ate então desconhecido ator ao estrelato em toda a Ásia. Além de ganhar numerosos reconhecimentos como Melhor Iniciante nos Korean Film Awards, Grand Bell Awards e Baeksang Arts Awards, Lee também ganhou o Prêmio de Melhor Ator no Max Movies Awards.
O produtor Lee Joon-ik revelou a história de como ele escolheu Joon-gi para The King and the Clown simplesmente assistindo ele plantar bananeira, dizendo: "Só por causa de bananeiras, Lee Joon-gi se tornou a pessoa que é hoje". Depois do filme, Lee se tornou "um ícone" da tendência sul-coreana de "garotos bonitos". Desde então, Lee tem tentado minimizar essa imagem de kkonminam (possui o mesmo significado de "flower boy" que seria um garoto bonito e de boa aparência), dizendo que seu personagem Gong-gil no filme parecia uma corrente em sue pé então ele queria escapar daquilo: "Depois da minha performance em The King and the Clown, eu me vi na vanguarda dessa tendência de 'garotos bonitos', sendo essa minha intenção ou não. De repente, as pessoas estavam interessadas em mim, e havia todo esse reconhecimento e críticas ao mesmo tempo. Tudo era tão avassalador. Eu me senti como se estivesse flutuando no ar."
Lee era contra a redução para metade das cotas de tela na Coreia do Sul, que permite filmes estrangeiros a serem exibidos nos cinemas em certos dias, enquanto aos filmes nacionais são atribuídos outros dias. Ele acreditava que sem as cotas de tela, The King and the Clown não teria obtido tanto sucesso competindo contra filmes estrangeiros.

### 2006-2007: Popularidade no exterior
Lee então foi escalado para My Girl da SBS juntamente com Lee Da-hae e Lee Dong-wook. A série de comédia romântica se tornou um hit durante sua exibição tanto nacionalmente quanto ao redor da Ásia, catapultando Joon-gi ainda mais para o estrelato na Onda Coreana.
Para seu filme seguinte, Fly, Daddy, Fly, ditigido por Choi Jong-tae e produzido pelo Dyne Film-Guardtec, ele teria recebido 100 milhões de wons, relativamente baixo considerando sua crescente popularidade seguindo King and the Clown. Isto se dá pois o contrato foi assinado no começo de dezembro, antes do lançamento do filme, quando Lee era um ator desconhecido. O filme ganhou muita atenção e cobertura da mídia entre espectadores chineses
Em 2007, Lee filmou um filme conjunto japonês-coreano intitulado Virgin Snow com a atriz japonesa Aoi Miyazaki, em que ele interpretava um estudante  de intercâmbio coreano. Virgin Snow foi um sucesso uma vez que foi o 9º colocado no ranking de bilheteria e estabeleceu um novo recorde de admissão de ingressos para um filme coreano lançado no Japão. Mais tarde, Lee recebeu o Prêmio Estrela em Ascensão no 27º Hawaii International Film Festival. No mesmo ano, ele participou do filme May 18, que é baseado em eventos em torno do Massacre de Gwangju de 1980. May 18 excelentes resultados de bilheteria, em mais tarde recebeu o prêmio de Gold Orchid Best Feature Film pra o ano de 2007. Entretanto, houve crítica de que ambas as produções "ficaram abaixo das expectativas em bilheteria ou colocaram Lee em papeis menores."
Lee também teve seu primeiro papel principal em um drama no drama de ação da MBC Time Between Dog and Wolf, onde ele interpretou um violento agente da NIS. Ele recebeu o Prêmio de Excelência no MBC Drama Awards de 2007 pela sua performance.

### 2008-2009: Embaixador do turismo e disputa contratual

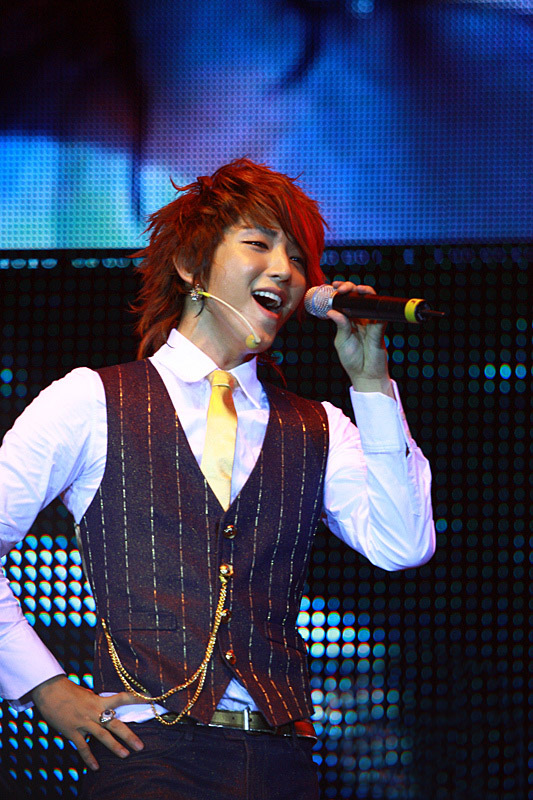
Em Xangai em maio de 2009

De abril a julho de 2008, Lee interpretou o papel titular no drama Iljimae da SBS, um drama de época de ação baseado no folclore chinês da Dinastia Ming sobre uma espécie de Robin Hood mascarado durante a era Joseon. O episódio final alcançou uma audiência de 31,4% e, mais tarde, Lee recebeu o Top Excellence Award no SBS Drama Awards de 2008. O drama também foi exibido no Japão pelo canal TV Tokyo.
No dia 29 de julho de 2008, Lee Joon-gi foi escolhido como embaixador para o Seoul Hallyu Festival de 2008. Ele também foi apontado como o primeiro Oficial Honorário do Sistema Jurídico desde a constituição da Agência de Legislação Governamental para comemorar seu 60º aniversário.
Em setembro de 2008, Lee teve uma disputa contratual com sua agência Mentor Entertainment, com quem ele assinou desde 2004 num contrato exclusivo de cinco anos. Lee estava sendo processado por 500 milhões de wons por uma quebra de contrato e por supostamente esconder 1 bilhão de wons numa tentativa de "estabelecer sua própria agência em associação com seu manager". Lee respondeu que ele "sofreu danos financeiros significativos, pois a empresa era pobre em lidar com assuntos fiscais e distribuição de lucros" e é dito que ele os notificou do cancelamento do contrato em fevereiro.
No dia 5 de agosto de 2009, Lee foi apontado como embaixador promocional da Organização de Turismo da Coreia. No mesmo ano, ele estrelou no drama de ação e comédia Hero, interpretando um repórter.

### 2010-2012:Serviço militar
Em fevereiro de 2010, após a expiração do contrato de Lee com a Mentor Entertainment, ele assinou com uma agência independente recém-criada, JG Company.
No dia 3 de maio de 2010, Lee se alistou no Exército da Coreia do Sul para servir seu serviço militar obrigatório. Primeiramente, ele se submeteu a cinco semanas de treinamento básico no campo de treinamento militar de Nonsan e mais tarde foi convocado para o serviço ativo. Ele inicialmente solicitou um adiamento pois ele estava no meio das gravações de Grand Prix com a atriz Kim Tae-hee e estava escalado para estrelar no drama televisivo Faith. Ele também foi escolhido para representar a Coréia como embaixador da boa vontade no Expo 2010. Entretanto, a Administração de Força Militar negou e enviou um aviso final para o alistamento, levando ele a adiar ambos projetos. Serviu no departamento de relações públicas do Ministério de Defesa Nacional.
Em agosto, Lee co-estrelou com o ator Ju Ji-hoon em um musical militar, Voyage of Life, para comemorar o 60º aniversário da Guerra da Coreia. O musical foi co-produzido pelo Ministério de Defesa Nacional e a Associação de Teatro Musical da Coréia, e foi apresentado do dia 21 a 29 de agosto no Teatro Nacional da Coreia. Depois de cumprir 21 meses de serviço ativo, Lee foi dispensado no dia 16 de fevereiro de 2012 da Agência de Mídia de Defesa em Yongsan-dong, Yongsan-gu, Seul.ref>"Actor Lee Jun-ki Ready for Comeback After Military Service" The Chosun Ilbo. 17 February 2012. Retrieved 21 February 2012.</ref> No dia em que ele foi dispensado, Lee realizou um fan meeting, "Reunion JG", no Centro de Arte de Sangmyung, Seul. Isto foi seguido por uma tour de fan events no Japão, intitulado Coming Back em Nagoia, Yokohama e Osaka do dia 16 a 19 de março.

### 2012-2013: Comeback
Em maio de 2012, Lee co-estrelou com Shin Min-a no romance de terror de época da MBC, Arang and the Magistrate, seu primeiro projeto após o seu alistamento. A série foi um sucesso e se tornou o drama mais caro da MBC a ser vendido para o Japão. Mais tarde, Lee foi reconhecido no Seoul International Drama Awards, ganhando o prêmio de Outstanding Korean Drama Actor.
No dia 27 de setembro de 2012, Lee Joon Gi's JG Style foi exibido na Mnet Japão, documentando a volta de Lee para a industria de entretenimento. Mais tarde, a série foi premiada com o Grande Prêmio na categoria de Onda Coreana no Skapa Award 2012 no Japão.
Em 2013, Lee estrelou no suspense de ação Two Weeks, interpretando um pai num esforço para salvar sua filha da leucemia enquanto luta contra uma acusação de assassinato. Ele recebeu o Top Excellence Award na categoria masculina no 2º APAN Star Awards.

### 2014-Presente: Dramas históricos e papeis de ação
Lee assinou com uma nova agência, Namoo Actors. Ele então estrelou no drama de época Gunman in Joseon (2014) e foi nomeado Outstanding Korean Drama Actor pela segunda vez no Seoul International Drama Awards. Isso foi seguido da série de romance de vampiro Scholar Who Walks the Night em 2015, que lhe valeu um prêmio de "Top 10 Estrelas" no MBC Drama Awards. No mesmo ano, ele participou do seu primeiro filme chinês, Never Said Goodbye.
Em janeiro de 2016, Lee teve o papel principal como Wang So em Moon Lovers: Scarlet Heart Ryeo, um remake coreano da série televisiva chinesa Scarlet Heart. O drama de 20 episódios, orçado em 13 milhões de dólares, estreou no dia 29 de agosto de 2016. A produção não foi bem recebida nacionalmente, mas acumulou em média 100 milhões de visualizações por episódio durante sua exibição simultânea no site chinês Youku e levou ao aumento da popularidade de Lee na China. No dia 1 de novembro, Lee realizou um fan meeting intitulado "My Love Lee Joon-gi" onde fãs puderam assistir ao episódio final de Moon Lovers com sua presença.
Em outubro de 2016, Lee assinou como novo modelo para a Lotte Duty Free Shop. Ele também co-estrelou num web drama promocional, 7 First Kisses, para a companhia. Lee então fez seu debut em Hollywood com uma aparição na sexta e última parte da série de Resident Evil, Resident Evil: The Final Chapter que foi lançado mundialmente em janeiro de 2017.
Em 2017, Lee estrelou no drama criminal da tvN Criminal Minds, na série estadunidense de mesmo nome. Sua atuação convincente como um profilador criminal lhe rendeu aplausos de críticos e telespectadores.
em 2018, Lee foi escalado para o drama de suspense policial da tvN Lawless Lawyer.

## Vida pessoal
Lee Joon-gi gosta de aprender e praticar diferentes tipos de artes marciais durante seu tempo livre.

## Filmografia

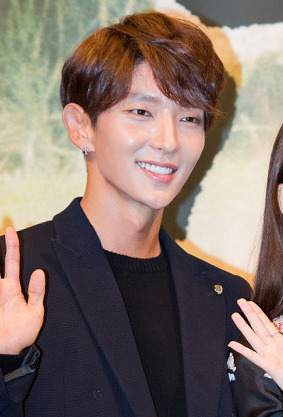
Lee Jun Ki na conferência do k-drama "Moon Lovers - Scarlet Heart Ryeo" 24 de Agosto de 2016

### Filmes
| Ano  | Título                                 | Papel         |
| ---- | -------------------------------------- | ------------- |
| 2004 | The Hotel Venus                        | Boy           |
| 2004 | Ballet Gyoseubso (Flying Boys)         | Jang Dong Wan |
| 2005 | Wang-ui Namja (The King and the Clown) | Gong-Gil      |
| 2006 | Peullai, daedi (Fly, Daddy, Fly)       | Ko Sung-suk   |
| 2007 | Hatsuyuki no Koi (Virgin Snow)         | Min Kim       |
| 2007 | Hwaryeohan Hyuga (May 18)              | Kang Jin Woo  |
| 2016 | Never Said Goodbye                     | Jun Ho        |
| 2016 | Resident evil 6                        | Commander Chu |

### Televisão
| Ano  | Título                          | Papel                         | Emissora    | Notas  |  |
| ---- | ------------------------------- | ----------------------------- | ----------- | ------ |  |
| 2003 | Nonstop 4                       | Ele Mesmo                     | MBC         |        |  |
| 2004 | Star's Echo                     | Chan-gyu                      | MBC/Fuji TV |        |  |
| 2004 | Drama City                      | Seong-ho                      | KBS         | ep 234 |  |
| 2005 | My Girl                         | Seo Jung Woo                  | SBS         |        |  |
| 2006 | 101st Proposal                  | Ele mesmo                     | SBS         |        |  |
| 2007 | Time Between Dog and Wolf       | Lee Soo Hyun/Kay              | MBC         |        |  |
| 2008 | Iljimae                         | Iljimae/Yong/Lee Geom         | SBS         |        |  |
| 2009 | Hero                            | Jin Do-hyuk                   | MBC         |        |  |
| 2012 | Arang and the Magistrate        | Kim Eun-oh                    | MBC         |        |  |
| 2013 | Two Weeks                       | Jang Tae San                  | MBC         |        |  |
| 2014 | Gunman in Joseon                | Park Yoon-kang/Hasegawa Hanjo | KBS         |        |  |
| 2015 | Scholar Who Walks the Night     | Kim Sung-yeo                  | MBC         |        |  |
| 2015 | She Was Pretty                  | Ele mesmo                     | MBC         |        |  |
| 2016 | Moon Lovers: Scarlet Heart Ryeo | Wang So                       | SBS         |        |  |
| 2017 | Criminal Minds                  | Kim Hyun- Joon                | TVN         |        |  |
| 2018 | Lawless Lawyer                  | Bong Sang-pil                 | TVN         |        |  |
| 2019 | Hotel Del Luna                  | Padre                         | TVN         | Ep. 03 |  |
| 2020 | Flower of evil                  | Do Hyun Su/ Baek Hee Seong    | TVN         |        |  |
| 2022 | Again My Life                   | Kim Hee-woo                   | SBS         |        |  |

### Web séries
| Ano  | Título              | Papel       | Network       | Notas   | Ref.   |
| ---- | ------------------- | ----------- | ------------- | ------- | ------ |
| 2016 | 7 First Kisses      | Lee Joon-gi | Naver TV Cast | Ep. 1-2 | [ 70 ] |
| 2018 | Secret Queen Makers | Lee Joon-gi | Naver TV Cast | Ep. 6   | [ 79 ] |

### Reality shows
| Ano  | Título                                                         | Network    | Notas            | Ref.   |
| ---- | -------------------------------------------------------------- | ---------- | ---------------- | ------ |
| 2009 | World Special "LOVE" - Indonesia com Lee Joon-gi e Kim Ha-neul | tvN        | 21 e 28 de março | [ 80 ] |
| 2012 | Lee Joon-Gi's JG Style                                         | Mnet Japan |                  | [ 81 ] |
| 2013 | Lee Joon-Gi's JG World                                         | Mnet Japan |                  |        |
| 2018 | Lee Joon-Gi's JG Island                                        | DramaH     |                  |        |

### Musical
- Voyage of Life (2010)[40]

## Discografia

### Álbums
| Ano  | Nome                                                                          | Lista de Faixas |
| ---- | ----------------------------------------------------------------------------- | --- |
| 2006 | My Jun, My Style                                                              | 1. "One Word" 2. "Don't Know Love" 3. "Foolish Love" (Babo Sarang)                                                               |
| 2006 | Nam Hyun-joon - One & Only                                                    | 1. "Fly High" feat. Seo In-young                                                                                                 |
| 2009 | J Style                                                                       | 1. "J Style" 2. "Soliloquy" 3. "I'm Ready" 4. "Selfless Dedicated Tree" 5. "Fiery Eyes" (álbum japonês)                          |
| 2012 | Deucer Lançamento: 16 de março (edição limitada) 25 de abril (edição regular) | 1. "Together" 2. "The Rain" 3. "Born Again" 4. "Sweet Memory"                                                                    |
| 2013 | CBC / Case by Case Lançamento: 29 de janeiro                                  | 1. "The Answer (Intro)" 2. "Tonight" 3. "Case By Case" 4. "Closer" 5. "Lost Frame"                                               |
| 2013 | My Dear Lançamentp: 10 de dezembro                                            | 1. "Fever" 2. "My Dear" 3. "Fiery Eyes (nova versão)" 4. "Foolish Love (nova versão)" 5. "Selfless Dedicated Tree (nova versão)" |
| 2014 | Exhale Lançamenyo: 21 de novembro                                             | 1. "Ma Lady" 2. "U" 3. "For A While" 4. "Bring Da Beat" (Feat. Yoo Seung-chan) 5. "Ma Lady (Inst.)" 6. "For A While (Inst.)"     |
| 2016 | Thank You Lançamento: 3 de dezembro                                           | 1. "Thank You" 2. "Now" 3. "We Wish You a Merry Christmas"                                                                       |
| 2018 | Delight Lançamento: 10 de dezembro                                            | 1. "Accepted" 2. "For Us" 3. "Can't Be Slow"                                                                                     |

### Trilha sonora
- 2012: "One Day" – MBC Arang and the Magistrate OST part 6[88]

## Embaixador
| Ano       | Atividades |
| --------- | --- |
| 2006      | Embaixador Honorário do 10º Festival Internacional de Cinema Fantástico de Bucheon (Bucheon International Fantastic Film Festival) |
| 2007      | Embaixador Honorário de PR para a exibição de 'Immortal painter'-Van Gogh                                                          |
| 2007      | Embaixador Honorário de filme antipirataria                                                                                        |
| 2008      | Embaixador da Boa Vontade da troca cultural entre Coreia e China                                                                   |
| 2008      | Embaixador Honorário do Seoul Hallyu Festival                                                                                      |
| 2008-2009 | Oficial Honorário do Sistema Jurídico (名譽法制官)                                                                                 |
| 2009-2010 | Embaixador Honorário do Turismo da Organização de Turismo da Coreia                                                                |
| 2010      | Embaixador Honorário de PR da Expo 2010: Pavilhão da Coréia em Xangai, China                                                       |
| 2015-2016 | Embaixador promocional da Ritz-Carlton Seoul                                                                                       |

## Prêmios e indicações
| Ano  | Prêmiação                                      | Categoria                                           | Trabalho nomeado                   | Resultado | Ref.         |
| ---- | ---------------------------------------------- | --------------------------------------------------- | ---------------------------------- | --------- | ------------ |
| 2006 | 27th Blue Dragon Film Awards                   | Melhor Novo Ator                                    | King and the Clown                 | Indicado  | [ 95 ]       |
| 2006 | 27th Blue Dragon Film Awards                   | Prêmio de Estrela Popular                           | King and the Clown                 | Venceu    | [ 95 ]       |
| 2006 | 27th Blue Dragon Film Awards                   | Prêmio de Melhor Casal nas Telas (com Kam Woo-sung) | King and the Clown                 | Venceu    | [ 95 ]       |
| 2006 | Mnet Asian Music Awards 2006                   | Melhor Ator num Vídeo Musical                       | Grace (de Lee Soo-young)           | Venceu    | [ 96 ]       |
| 2006 | 5º Korean Film Awards                          | Melhor Novo Ator                                    | King and the Clown                 | Venceu    | [ 6 ]        |
| 2006 | 43º Grand Bell Awards                          | Melhor Novo Ator                                    | King and the Clown                 | Venceu    | [ 97 ]       |
| 2006 | 43º Grand Bell Awards                          | Prêmio de Popularidade                              | King and the Clown                 | Venceu    | [ 97 ]       |
| 2006 | 43º Grand Bell Awards                          | Prêmio de Popularidade na Onda Coreana              | King and the Clown                 | Venceu    | [ 97 ]       |
| 2006 | 42º Baeksang Arts Awards                       | Melhor Novo Ator                                    | King and the Clown                 | Venceu    | [ 98 ] [ 8 ] |
| 2006 | 42º Baeksang Arts Awards                       | Prêmio InStyle Fashionista                          | —                                  | Venceu    | [ 98 ] [ 8 ] |
| 2006 | 11º Busan International Film Festival          | Prêmio Estrela em Ascensão Masculino                | —                                  | Indicado  | [ 99 ]       |
| 2006 | 6º Korea Youth Film Festival                   | Melhor Novo Ator                                    | —                                  | Venceu    | [ 100 ]      |
| 2006 | 14º Chunsa Film Art Awards                     | Melhor Novo Ator                                    | King and the Clown                 | Indicado  |              |
| 2006 | 29º Golden Cinema Film festival                | Melhor Novo Ator                                    | King and the Clown                 | Venceu    | [ 101 ]      |
| 2006 | 3º Max Movie Awards                            | Melhor Ator                                         | King and the Clown                 | Venceu    | [ 102 ]      |
| 2007 | 10º Festival Internacional de Cinema de Xangai | Prêmio de Estrela Extrangeira                       | —                                  | Venceu    | [ 103 ]      |
| 2007 | 27º Hawaii International Film Festival         | Prêmio de Estrela em Ascensão                       | —                                  | Venceu    | [ 22 ]       |
| 2007 | 12º Busan International Film Festival          | Prêmio de Estrela em Ascensão Masculino             | —                                  | Indicado  | [ 104 ]      |
| 2007 | MBC Drama Awards 2007                          | Prêmio de Excelência                                | Time Between Dog and Wolf          | Venceu    | [ 105 ]      |
| 2007 | China Fashion Awards                           | Artista Sul-Coreano do Ano                          | —                                  | Venceu    | [ 106 ]      |
| 2007 | 3º Andre Kim Best Star Awards                  | Prêmio de Estrela Nova e Superior                   | —                                  | Venceu    | [ 107 ]      |
| 2007 | 1º Mnet 20's Choice Awards                     | Melhor Pretty Boy                                   | —                                  | Indicado  | [ 108 ]      |
| 2007 | 2º Asia Model Awards                           | Prêmio Especial da K-Wave                           | —                                  | Venceu    | [ 109 ]      |
| 2007 | 43ºBaeksang Arts Awards                        | Ator Mais Popular                                   | Fly, Daddy, Fly                    | Venceu    | [ 110 ]      |
| 2008 | 3º Seoul International Drama Awards            | Ator Mais Popular                                   | Time Between Dog and Wolf          | Venceu    | [ 111 ]      |
| 2008 | 2º Mnet 20's Choice Awards                     | Estrela Global Quente                               | —                                  | Indicado  | [ 112 ]      |
| 2008 | 2º Mnet 20's Choice Awards                     | Estrela do Drama Quente, masculino                  | Iljimae                            | Indicado  | [ 112 ]      |
| 2008 | SBS Drama Awards 2008                          | Prêmio de Excelência Top                            | Iljimae                            | Venceu    | [ 113 ]      |
| 2008 | SBS Drama Awards 2008                          | Prêmio de Popularidade Internauta                   | Iljimae                            | Venceu    | [ 113 ]      |
| 2008 | SBS Drama Awards 2008                          | Top 10 Estrelas                                     | Iljimae                            | Venceu    | [ 113 ]      |
| 2009 | 45º Baeksang Arts Awards                       | Melhor ATor (Televisão)                             | Iljimae                            | Indicado  | [ 114 ]      |
| 2009 | MBC Drama Awards 2009                          | Prêmio de Excelência Top                            | Hero                               | Indicado  | [ 115 ]      |
| 2009 | MBC Drama Awards 2009                          | Prêmio de Popularidade                              | Hero                               | Venceu    | [ 115 ]      |
| 2009 | Tourism Authority of Thailand                  | Placa Especial de Apreciação                        | —                                  | Venceu    | [ 116 ]      |
| 2009 | Korean Martial Arts Federation                 | Prêmio de Ator de Artes Marciais                    | Time Between Dog and Wolf, Iljimae | Venceu    | [ 117 ]      |
| 2012 | 5º Skapa Awards                                | Grande Prêmio, categoria de onda coreana            | Lee Joon-gi's JG Style             | Venceu    | [ 50 ]       |
| 2012 | MBC Drama Awards 2012                          | Prêmio de Excelência Top                            | Arang and the Magistrate           | Indicado  | [ 118 ]      |
| 2012 | MBC Drama Awards 2012                          | Prêmio de melhor casal (com Shin Min-a)             | Arang and the Magistrate           | Venceu    | [ 118 ]      |
| 2013 | 8º Seoul International Drama Awards            | Ator Coreano Notável                                | Arang and the Magistrate           | Venceu    | [ 49 ]       |
| 2013 | 2º APAN Star Awards                            | Prêmio de Excelência Top                            | Two Weeks                          | Venceu    | [ 54 ]       |
| 2013 | MBC Drama Awards 2013                          | Prêmio de Excelência                                | Two Weeks                          | Indicado  | [ 119 ]      |
| 2014 | KBS Drama Awards 2014                          | Prêmio de Excelência Top                            | Gunman in Joseon                   | Indicado  |              |
| 2014 | KBS Drama Awards 2014                          | Prêmio de Excelência                                | Gunman in Joseon                   | Venceu    | [ 120 ]      |
| 2014 | KBS Drama Awards 2014                          | Prêmio de Melhor Casal (com Nam Sang-mi)            | Gunman in Joseon                   | Venceu    | [ 121 ]      |
| 2015 | 10º Seoul International Drama Awards           | Ator Coreano Notável                                | Gunman in Joseon                   | Venceu    | [ 57 ]       |
| 2015 | MBC Drama Awards 2015                          | Prêmio de Excelência Top                            | Scholar Who Walks the Night        | Indicado  |              |
| 2015 | MBC Drama Awards 2015                          | Prêmio Top 10 Estrelas                              | Scholar Who Walks the Night        | Venceu    | [ 122 ]      |
| 2016 | SBS Drama Awards 2016                          | Prêmio de Excelência Top                            | Moon Lovers: Scarlet Heart Ryeo    | Indicado  |              |
| 2016 | SBS Drama Awards 2016                          | Prêmio de Estrela Hallyu                            | Moon Lovers: Scarlet Heart Ryeo    | Venceu    | [ 123 ]      |
| 2016 | SBS Drama Awards 2016                          | Prêmio Top 10 Estrelas                              | Moon Lovers: Scarlet Heart Ryeo    | Venceu    | [ 124 ]      |
| 2016 | SBS Drama Awards 2016                          | Prêmio de Melhor Casal (com Lee Ji-eun)             | Moon Lovers: Scarlet Heart Ryeo    | Venceu    | [ 125 ]      |
| 2016 | 2016 Taiwan's KKTV Awards                      | Ator do Ano                                         | Moon Lovers: Scarlet Heart Ryeo    | Venceu    | [ 126 ]      |
| 2017 | 2º Asia Artist Awards                          | Prêmio Fabuloso                                     | Criminal Minds                     | Venceu    | [ 127 ]      |
| 2018 | StarHub's Night of Stars Awards                | Melhor Estrela Asiática Masculina                   | Lawless Lawyer                     | Venceu    | [ 128 ]      |
| 2018 | 13º Soompi Annual Awards                       | Ator do Ano                                         | Criminal Minds                     | Venceu    | [ 129 ]      |